# Гайнц Вольф
Гайнц Вольф (нім. Heinz Wolf; 2 серпня 1914, Еммеріх-ам-Райн — 2 травня 1943, Біскайська затока) — німецький офіцер-підводник, капітан-лейтенант крігсмаріне.

## Біографія
8 квітня 1934 року вступив на флот. З вересня 1939 року — вахтовий офіцер на міноносці «Роланд». З листопада 1939 року — командир сторожового корабля, з квітня 1940 року — корабля 2-ї, потім — 18-ї флотилії мінних тральщиків. В травні-жовтні 1941 року пройшов курс підводника. З жовтня 1941 року — вахтовий офіцер в 7-й, потім — в 29-й флотилії підводних човнів. В лютому-квітні 1942 року пройшов курс командира підводного човна. З 20 травня 1942 року — командир підводного човна U-465, на якому здійснив 4 походи (разом 82 дні в морі). 2 травня 1943 року U-465 був потоплений в Біскайській затоці північно-західніше мису Ортегаль (44°48′ пн. ш. 08°58′ зх. д.) глибинними бомбами австралійського летючого човна «Сандерленд». Всі 48 членів екіпажу загинули.

## Звання
- Кандидат в офіцери (8 квітня 1934)
- Морський кадет (26 вересня 1934)
- Фенріх-цур-зее (1 липня 1935)
- Оберфенріх-цур-зее (1 січня 1937)
- Лейтенант-цур-зее (1 квітня 1937)
- Оберлейтенант-цур-зее (1 квітня 1939)
- Капітан-лейтенант (1 квітня 1942)

## Нагороди
- Медаль «За вислугу років у Вермахті» 4-го класу (4 роки)